# Гамачешти (Арђеш)
Гамачешти (рум. Gămăcești) насеље је у Румунији у округу Арђеш у општини Беревоешти. Oпштина се налази на надморској висини од 532 m.

## Становништво
Према подацима из 2002. године у насељу је живело 991 становника, од којих су сви румунске националности.